# 杉本真子
杉本 真子（すぎもと まこ、2000年12月21日 - ）は、静岡放送（SBS）のアナウンサー。

## 人物・来歴
静岡県焼津市出身。
静岡北高等学校を経て、法政大学を卒業。
静岡県内で活躍する芸術家小林由季を母に持つ。
趣味はダンス、推し活（特に女性アイドルが好き）、星を見ること。
中学生の頃ハロー!プロジェクトのオーディションに選ばれたことがある。しかし、不審に思った父親が夜間に電話で問い合わせをし、応答がなかったことから、ハロー!プロジェクトの道は絶たれたと、自身のラジオ番組で告白。
2017年に『第4回 JUNON produce Girls CONTEST』でファイナリストになった事を機に、ニチエンプロダクションに所属しタレント活動をしていた。

## 担当番組
- 『LIVEしずおか』（SBSテレビ、2023年10月 - ）
- 『日曜ヒマするあなたに送る ヌンヌンヌーン!』（SBSラジオ、2023年10月 - ）
- 『Soleいいね!』（SBSテレビ、2025年4月 - ） - 隔週水曜日中継

## タレント時代の活動
- 舞台 幕末太陽傳 外伝 - 女郎はなむらさき 役（2019年）[5]
- mol-74／Teenager  - MUSIC VIDEO出演（2019年）[6]
- 2.5次元ダンスライブ「ツキウタ。」ステージ Episode 2『Goodbye my dear Frenemy.』 - 小野萌 役（2022年）[7]